# Gobba di Bisonte
Potsʉnakwahipʉ o Pochehaqueip (in inglese Buffalo Hump o Buffalo Bull's Back, in italiano Gobba-di-Bisonte o Groppa-di-Bisonte-Maschio; Altopiano di Edwards, 1800 circa – Fort Cobb, post 1861, ante 1867) è stato un condottiero nativo americano, nipote collaterale di Mukewarrah (o Mukwoorʉ). Fu il più importante capo di guerra dei Penateka Comanche.

## Gioventù e ascesa
La vita giovanile e l’addestramento come guerriero di Potsʉnakwahipʉ, insieme a quelli del cugino Isaviah (Yellow Wolf, talvolta chiamato anche Little Wolf), in italiano Lupo Giallo,  avvennero probabilmente all’ombra dello zio, il capo e sciamano Uomo Dialogante-con-lo-Spirito (Mukwoorʉ, Mukewarrah), e l’acquisizione di prestigio e ascendente tra i guerrieri si sviluppò durante il periodo della dominazione messicana sul Texas. Nel 1829 Potsʉnakwahipʉ e, presumibilmente, Isa-viah condussero i loro guerrieri al nord, per recuperare una grande mandria rubatagli dagli Cheyenne e misurarsi - così come già era costante abitudine dei guerrieri Yamparika (fra i quali stava consolidandosi la posizione di Parua-wasamen, alias Dieci Orsi), Nokoni (fra i quali stava consolidandosi la posizione di Huupi-pahati, alias Albero Alto), Kotsoteka (fra i quali, considerandone estremamente probabile l'appartenenza a tale divisione Comanche, stava consolidandosi, insieme all'autorità di Tawaquenah, alias Grande Aquila, anche la posizione di Wulea-boo, alias Testa Rasata, forse discendente del precedente Halisane *) e Kwahadi (fra i quali stava consolidandosi la fama di Pohebits-quasho, alias Casacca-di-Ferro verosimilmente discendente ed erede del precedente Camisa-de-Hierro) -, nonché degli alleati Kiowa, con gli Cheyenne e gli Arapaho: i Penateka razziarono l'intera mandria di un villaggio Cheyenne sul Bijou Creek, a nord di Bent's Corral (Huerfano River), ma furono a propria volta derubati, lungo la via del ritorno, da una banda di circa 20 guerrieri Cheyenne al comando del famoso capo Ohkohmkhowais (anch’egli Yellow Wolf, cioè Lupo Giallo) inseguendo poi per un tratto gli Cheyenne verso i loro villaggi e rinunciando infine per non trovarsi esposti all'attacco da parte di soverchianti forze nemiche: la vicenda si risolse pertanto in uno scambio di razzie reciproche, con nuovo furto da parte degli Cheyenne della mandria recuperata e nuovo inseguimento - reso inutile dai fucili degli Cheyenne - da parte dei Comanche.
Ancora nel  1829, insieme a Isaviah, Potsʉnakwahipʉ guidò una spedizione contro gli insediamenti della Guadalupe Valley, sancendo il fallimento dei tentativi di Mukewarrah e Incoroy di stipulare un accordo di pace coi Messicani e divenendo noto anche fra costoro. Nel 1838 Potsʉnakwahipʉ, ormai affermatosi come il principale capo di guerra dei Penateka insieme a Isaviah e Santa Anna, accompagnò i capi di pace Uomo Dialogante-con-lo-Spirito (Mukwoorʉ, Mukewarrah), Uomo Dedito-all’Amore (Pahayoko, Pahayuca) e Vecchio Gufo  (Mupitsukupʉ, Mopechucope), a Houston, per incontrarvi il Presidente texano Sam Houston e sottoscrivere con lui un trattato. Tuttavia subentrato nella Presidenza Mirabeau Bonaparte Lamar, fautore dello scontro coi nativi e della loro espulsione dal Texas, le ostilità ripresero.

## Il tradimento della Council House
Nel gennaio 1840 i Comanche proposero ai Texani nuove trattative e, il 19 marzo 1840, una delegazione composta da 65 Penateka Comanche (compresi una dozzina di capi di varie bande e diverse donne), guidata da Mukewarrah e da Kwihnai * (Eagle, alias Aquila), si presentò a San Antonio, conducendo una prigioniera bianca, Matilda Lockhart: secondo le istruzioni impartite dal Presidente Lamar alla delegazione (guidata dal f. f. Segretario di Stato per la Guerra, William Cooke), il gen. Hugh D. McLeod, comandante militare, aveva però predisposto una trappola  con tre compagnie di fanteria al comando del ten. col. William Fisher e, quando i capi Comanche rifiutarono di restituire altri 12 prigionieri, non in loro possesso, tentò di farli arrestare da una compagnia di soldati all'interno della Council House; benché armati soltanto dei loro coltelli i Comanche opposero resistenza e durante lo scontro derivatone 35 Comanche (fra i quali tutti i capi, tre donne e due bambini) furono uccisi, e 29 catturati, mentre la vedova di Muckewarrah fu rinviata ai Comanche per informarli che i loro consanguinei sarebbero stati uccisi se i prigionieri bianchi non fossero stati restituiti; i Texani persero sette uomini. Isimanica si presentò davanti a San Antonio con 300 guerrieri, sfidando la milizia attestata nella missione di San Josè, ma i Texani rifiutarono il combattimento, poi Piava, un capo minore, condusse a San Antonio tre prigionieri bianchi, consegnandoli; secondo alcune versioni, gli altri prigionieri bianchi furono messi a morte dai Comanche. Pahayuca e Mopechucope divennero i principali capi civili dei Penateka, e Potsʉnakwahipʉ divenne il principale capo militare, affiancato da Isaviah e Santa Anna. I Comanche presero atto della trappola tesa ai loro capi, inutilmente protetti dalla bandiera bianca simbolo di tregua.

## Il “Great Raid” del 1840
Intorno alla metà dell'estate 1840, riuniti 400 guerrieri (con altri 500 famigliari), Potsʉnakwahipʉ, Isa-viah, Santa Anna e Isimanica condussero piccole scorrerie tra Bastrop e San Antonio, esaurendo le energie dei rangers e dei reparti della milizia; poi Potsʉnakwahipʉ ritenne di essere pronto a una vendetta in grande stile per il tradimento perpetrato a San Antonio e passò parola agli altri capi Comanche per organizzare una grande spedizione contro gli insediamenti texani; secondo la tradizione tutti capi più importanti, in primo luogo Saviah e Santa Anna, e perfino l’anziano Mupitsukupʉ,  ma verosimilmente anche capi Comanche non appartenenti alla divisione Penateka, quali i Nokoni Huupi-pahati (Tall Tree, alias Albero Alto) e Quenah-evah (Eagle Drink, alias Bevanda-dell’Aquila), il Kotsoteka Wulea-boo (Shaved Head, alias Testa Rasata) e il Kwahadi Pohebits-quasho (Iron Jacket, alias Casacca-di-Ferro), se non lo Yamparika Parua-wasamen (Ten Bears, alias Dieci Orsi) avrebbero aderito. Nell’agosto 1840 i  Comanche attraversarono i plains del Texas occidentale raggiungendo e assalendo Victoria e Linnville (all’epoca il secondo centro abitato del Texas), sulla costa  texana, bruciandole e saccheggiandole nel corso della più grande razzia effettuata nel Texas.

## La Battaglia di Plum Creek
Facilmente sconfitti tre reparti (per un totale di 125 uomini) della milizia, al comando di John Tomlinson, Adam Zumwalt e Ben McCulloch presso il Garcitas Creek, e travolta un'altra compagnia della milizia, forte di 90 uomini al comando di Lafayette Ward, Matthew Caldwell e James Bird sulla via del San Marcos River, i Texas Rangers, raccolte agli ordini di Jack Hays e Ben McCulloch tutte le compagnie del Texas centrale e occidentale, e la milizia texana di Bastrop, al comando di Ed Burleson, e di Gonzales, al comando di Mathew Caldwell, tutti sotto il comando del brig. gen. Felix Houston, assalirono i Comanche lungo la via del ritorno, presso il  Plum Creek nelle vicinanze di Lockhart. Nel combattimento i Comanche lasciarono sul terreno 12 guerrieri (sebbene i vari rapporti texani abbiano riportato l’uccisione di circa 100, oppure 80 o 60 guerrieri, o, ancora 50 guerrieri e una donna), a fronte di un morto tra i Texani; determinanti si dimostrarono le nuove rivoltelle Paterson Colt in dotazione ai Rangers, utilizzate per la prima volta, ma i Comanche salvarono gran parte del bottino e soprattutto i cavalli conquistati e, a prescindere dall’incerto conteggio dei morti, evidentemente considerarono la spedizione una grande vittoria, tale da esaltare, e non certamente sminuire, il prestigio dei capi.

## Il conflitto col Texas: i trattati
Nell'estate 1841 Pocheha-quehip condusse varie scorrerie nel Coahuila, ottenendo alcuni prigionieri, ancora nell'estate razziò i dintorni di San Antonio, rubando una mandria di muli e proseguendo poi per Refugio, dove i Comanche uccisero un uomo e rubarono 50 cavalli, e nell'ottobre sferrò, con 300 guerrieri, un attacco contro il Nuevo Leon, devastandone il territorio, impossessandosi di centinaia di cavalli e prendendo molti prigionieri.
Reinsediato alla Presidenza Sam Houston, nell’agosto 1843 i Comanche e i loro alleati Kiowa stipularono un accordo di tregua coi Texani e nell’ottobre i Comanche - non soltanto Penateka, ma anche Nokoni, Kotsoteka e Kwahadi -, interessati alla pace col Texas purché fosse concordato un confine inviolabile della Comancheria, accettarono di incontrare il Presidente per definire un trattato di pace come quello concluso nello stesso anno a Fort Bird dagli Wichita e dalle nazioni deportate dall’est. Lo stesso Potsʉnakwahipʉ accettò di partecipare alle trattative, dimostrando una fiducia insperata in Houston, e, nell’ottobre 1844 a Tehuacana Creek, Potsʉnakwahipʉ, con Pahayuca "Amorous Man", Mupitsukupʉ "Old Owl", e altri, ma non Isa-viah "Yellow Wolf" e Santa Anna, sottoscrisse un trattato che prevedeva la liberazione dei prigionieri bianchi e la cessazione delle spedizioni contro gli insediamenti bianchi  in cambio della cessazione delle spedizioni militari texane contro la Comancheria e del riconoscimento da parte del Texas di un confine;  anche i Kiowa e Kataka (c.d. “Kiowa Apache”) e gli Wichita (Kanoatino, Waco, Tawakoni, Keechi), alleati dei Comanche, aderirono al trattato, ma l’eliminazione da parte del Senato in sede di ratifica del riferimento al confine della Comancheria indusse Potsʉnakwahipʉ a denunciare il trattato, schierandosi col cugino Isa-viah, dimostratosi più realista di lui nella sua diffidenza e sfiducia rispetto all’interesse dei bianchi per una pace equa e stabile, e le ostilità ripresero.

## La fine della libertà dei Penateka
Nel maggio 1846 Potsʉnakwahipʉ, ormai convinto di non poter contrapporsi agli U.S.A. e al Texas e di non poter impedire il continuo e massiccio afflusso di bianchi, accettò di incontrare i delegati statunitensi a Council Spring e, così come il cugino Isa-viah, aderì al trattato di pace colà concordato, ma declinò l’invito a recarsi a Washington in visita al Presidente James Polk e preferì unirsi a isah-viah per una grande razzia nel Messico. Nel 1847 gli immigrati tedeschi organizzati nella Adelsverein, che aveva comprato una concessione fra il Llano River e il Colorado River, ottenne l'aiuto dell'agente Robert S. Neighbors per trattare coi Penateka, e il barone Johann O. von Meusebach incontrò alcuni capi (Mopechucope, Potsʉnakwahipʉ, Santa Anna) sul Rio San Saba riuscendo, con doni per un valore di 3.000 dollari, a stipulare con loro un trattato recante il consenso all'insediamento tedesco a Fredericksburg. Il geologo Dr. Ferdinand von Roemer, testimone all’incontro, precisando che i tre capi mostravano un atteggiamento estremamente dignitoso e serio, descrisse Potsʉnakwahipʉ come:
" Gobba-di-Bisonte era il ritratto genuino, non corrotto dell’Indiano nordamericano. Diversamente dalla maggioranza di quelli della sua tribù, disprezzava tutto il vestiario degli Europei. La parte superiore del suo corpo era nuda. Una pelle di bisonte era avvolta intorno ai suoi fianchi. Anelli di bronzo giallo decoravano le sue braccia e una fila di perline pendeva dal suo collo. Con i suoi capelli neri, lunghi e lisci che ricadevano [sulla schiena], sedette con la più seria (quasi apatica per un Europeo) espressione di contegno del selvaggio nordamericano. Egli attirava su sé stesso un’attenzione particolare perché in anni precedenti si era distinto per il coraggio e il valore in molti combattimenti coi Texani."
Nel maggio Pahayuca, Mopechucope, Potsʉnakwahipʉ e Santa Anna incontrarono nuovamente Neighbors per apprendere che il Senato aveva soppresso l'articolo del trattato di Council Springs che avrebbe dovuto proibire l'ingresso dei bianchi nel territorio Comanche; fra altre inutili proteste, Santa Anna rivendicò il diritto alle spedizioni nel Messico, e Neighbors, essendo gli U. S. A. in guerra contro il Messico, non si oppose: Pocheha-quehip, Isa-viah e Santa Anna, con alcune centinaia di guerrieri, attraversarono, perciò, il Rio Grande dilagando nel Coahuila e nel Chihuahua, spingendosi fino a San Francisco del Oro, e bruciando villaggi, rubando cavalli e rapendo donne e bambini; al ritorno i Penateka si imbatterono in un reparto di dragoni statunitensi vicino a Parras, subendo una sconfitta che indusse i capi a tornare nel Messico con 800 guerrieri, per un'altra spedizione, nell'agosto. Durante l’ultima fase del decennio 1840’ e il decennio 1850 Potsʉnakwahipʉ, capo di guerra di tutte le bande Penateka Comanche, intrattenne rapporti pacifici con i rappresentanti statunitensi,  tanto da scortare, lungo la prima parte del percorso, la spedizione di Robert Neighbors e John S. “Rip” Ford nel 1849 diretta da San Antonio a El Paso, affidandola poi, nel tratto successivo, a Huupi-pahati, capo principale dei Nokoni Comanche, e da sottoscrivere, insieme a Isa-viah e altri capi, il trattato di Fort martin Scott nel dicembre 1850. Nel 1851, insieme a Isa-viah, Potsʉnakwahipʉ guidò un’altra spedizione in forze nel Messico, razziando il Chihuahua e addentrandosi nel Durango. Dopo l’uccisione di Isa-viah (che aveva appena rifiutato di stabilirsi nella riserva destinata ai Comanche sul Clear Fork del Brazos River) nell’estate 1854, nel  1856, Potsʉnakwahipʉ condusse i suoi Penateka sul Brazos, stabilendosi suo malgrado nella riserva, dove i Comanche subirono continue razzie per opera di bianchi ladri di cavalli e occupanti abusivi, finché Potsʉnakwahipʉ abbandonò la riserva nel 1858, guidando una spedizione nel Chihuahua nel febbraio. Accampatisi nelle Wichita Mountains, insieme a bande Kotsoteka e Yamparika, dopo avere stipulato un trattato col comandante di Fort Arbuckle, Potsʉnakwahipʉ e la sua gente furono assaliti da truppe statunitensi al comando del mag. Earl Van Dorn,  che aveva avuto dal gen. John R. Baylor ordine di uccidere gli Indiani sorpresi fuori delle riserve, e dai Rangers di Lawrence Sullivan “Sul” Ross rinforzati da guerrieri Wichita:  80 Comanche furono uccisi o mortalmente feriti.
Nel 1859 la riserva per i Comanche e Kiowa fu trasferita a Fort Cobb, nell’Oklahoma (“Indian Territory”) dove la banda di  Potsʉnakwahipʉ raggiunse i Penateka provenienti dal Clear Fork; il capo si impegnò, anche con l’esempio, stabilendosi in una casa e dedicandosi all’agricoltura, per indirizzare i Penateka sulla “via dell’uomo bianco”, e morì probabilmente tra il 1861 e il 1867 (essendo andata distrutta la documentazione del censimento 1862 e non figurando nel censimento 1867), mentre un suo omonimo (probabilmente nipote collaterale) figurò come terzo capo dei Penateka nel 1870.